# Bolerázske sysľovisko
Bolerázske sysľovisko este o arie protejată (arie specială de conservare — SAC, sit de importanță comunitară — SCI) din Slovacia întinsă pe o suprafață de 56,64 ha, integral pe uscat.

## Localizare
Centrul sitului Bolerázske sysľovisko este situat la coordonatele 48°27′07″N 17°31′53″E / 48.451933°N 17.531509°E.

## Înființare
Situl Bolerázske sysľovisko a fost declarat sit de importanță comunitară în octombrie 2011 pentru a proteja 1 specie de animale. Situl a fost protejat și ca arie specială de conservare în octombrie 2017.

## Biodiversitate
Situată în ecoregiunile alpină și panonică, aria protejată nu include niciun habitat protejat.
La baza desemnării sitului se află o specie protejată de  mamifere: popândău comun (Spermophilus citellus).